# Alexander Godley
Pour les articles homonymes, voir Godley.
Alexander Godley, né le 4 février 1867 à Chatham dans le Kent et mort le 6 mars 1957 à Oxford, est un officier de l'armée britannique.

## Biographie
Il est le fils de William Godley, capitaine dans l'Armée britannique. Il entre à l'Académie royale militaire de Sandhurst. À sa sortie de Sandhurst en 1886, il est intégré aux fusiliers royaux de Dublin. En 1898, il épouse Louisa Fowler puis part prendre part à la seconde guerre des Boers en Afrique du Sud en servant dans les Irish Guards.
Lord Kitchener, alors secrétaire d'État à la Guerre, lui donne le commandement militaire de la Nouvelle-Zélande pour une période de 5 ans avec le grade de major-général. Il mena l'armée néo-zélandaise en Égypte afin de l'entrainer en vue du débarquement dans la crique d'Anzac. Lors de la bataille des Dardanelles, Godley fut à la tête des forces militaires néo-zélandaises et australiennes. Après les Dardanelles, Godley obtient le commandement du Ier Corps de l'ANZAC (Australian and New Zealand Army Corps) mais est remplacé au dernier moment par le général Birdwood.
Après la Première Guerre mondiale, il participe à l'occupation du Rhin en tant que secrétaire militaire du secrétaire d'État à la Guerre avant de poursuivre l'occupation du Rhin en tant que commandant.

## Publications
- Godley, Alexander John, Sir (1939), Life of an Irish Soldier: Reminiscences of General Sir Alexander Godley. New York : E.P. Dutton and Company, OCLC 398289.
- Godley, Alexander, Sir (1943). British Military History in South America. London : Feilden Publications. . OCLC 18542093

## Distinctions
- Grand officier de l'ordre de la Couronne
- Grand officier de la Légion d'honneur